# Василід (епікуреєць)
Василід (давн.-грец. Βασιλείδης; приблизно 250 - 175 рр. до н. е.) - філософ-епікуреєць, який змінив Діонісія з Ламптри в ролі голови Афінської епікурейської школи в 205 році до н. е. Невідомо, хто став його наступником – Аполлодор чи Феспій. Існує гіпотеза у тому, що цей Василід — одне обличчя з Василідом Тірським.